# Amunicja oświetlająca

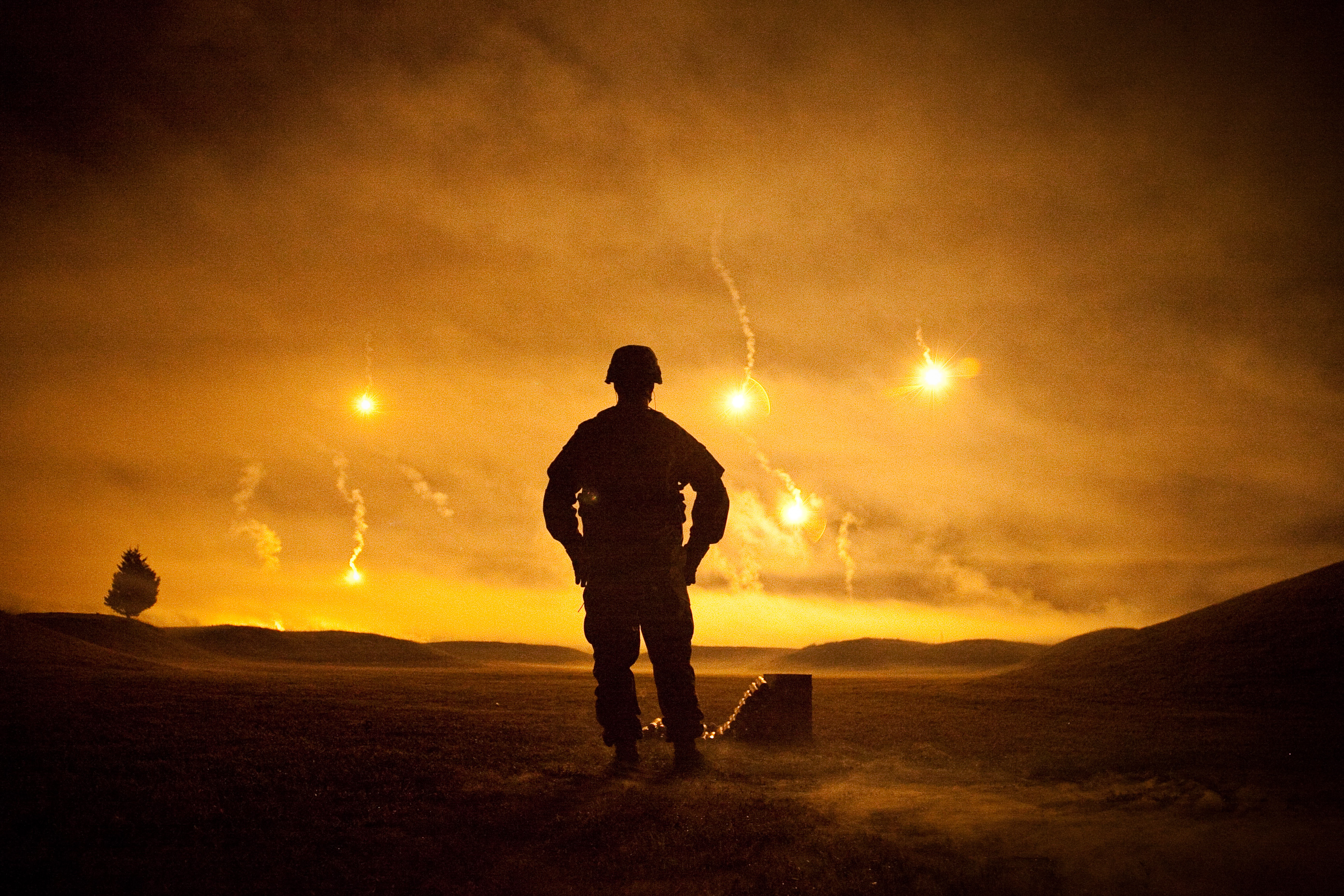
Przykład użycia amunicji oświetlającej

Amunicja oświetlająca – rodzaj amunicji zawierającej materiały emitujące światło o wysokim natężeniu i żądanym czasie trwania podczas spalania lub wybuchu.
Do amunicji oświetlającej zaliczamy pociski artyleryjskie, granaty nasadkowe, bomby itp. środki bojowe. Stosuje się ją do oświetlania terenu lub podczas nocnych działań bojowych, bombardowań lotniczych oraz wykonywania nocnych zdjęć lotniczych. Czas oświetlania dobierany jest w zależności od celu użycia. W spadochron, który zapewnia opadanie środka oświetlającego z prędkością 5-8 m/s wyposażona jest amunicja oświetlająca o dłuższym czasie działania.